# Asakura Yoshikage
Asakura Yoshikage (朝倉義景 (Triều Thương Nghĩa Cảnh) 12 tháng 10, 1533 - 16 tháng 9, 1573) là một daimyō thời Chiến Quốc, người đã cai trị một phần tỉnh Echizen. Ông sinh ra ở Ichijodani Echizen, và trở thành người đứng đầu gia tộc Asakura từ năm 1548.